# Alex Garland
Alexander Medawar Garland (Londres, 26 de maio de 1970), mais conhecido como Alex Garland, é um escritor, roteirista, produtor e diretor de cinema britânico, conhecido por escrever o filme 28 Days Later (2002) e escrever e dirigir o filme Ex Machina (2015).

## Biografia e Carreira
Garland é filho do cartunista Nicholas Garland. Estudou na University College School, em Hampstead e na University of Manchester, onde se formou em história da arte. Vive atualmente em Manchester.
Seu primeiro romance foi The Beach, publicado em 1996 e que lhe trouxe grande repercussão. O sucesso do romance fez que com fosse adaptado para o cinema no filme de Danny Boyle, A Praia, estrelado por Leonardo DiCaprio.
Seu segundo romance foi The Tesseract, publicado em 1998, também adaptado para o cinema, em filme estrelado por Jonathan Rhys-Meyers. Em 2003, a pedido de Danny Boyle, escreveu o roteiro de Extermínio. Seu terceiro romance, The Coma foi publicado em 2004 e ilustrado por seu pai.
Garland também escreveu o roteiro do filme Sunshine, estrelado por Cillian Murphy, sendo esse seu segundo trabalho para o diretor Boyle. Garland também participou da sequência Extermínio 2, mas como produtor executivo.
Em 2010, escreveu a ficção Never Let Me Go, baseada no romance de Kazuo Ishiguro. Garland também foi responsável por Dredd, novo filme do Juiz Dredd da 2000AD Comics.
Recentemente, escreveu o roteiro inicial de Halo (que recebeu US $ 1.000.000 para escrevê-lo), filme baseado na famosa série de Video-games Halo.
Em 2015, Garland se estreou como diretor com o filme Ex Machina, estrelado por Domhnall Gleeson, Alicia Vikander e Oscar Isaac. O filme foi aclamado pela crítica e Garland foi indicado para o Oscar de Melhor Roteiro Original em 2016.

## Romances
- The Beach (1996)
- The Tesseract (1998)
- The Coma (2004)

## Filmografia
- 28 Days Later (2002) - roteirista
- Sunshine (2007) - roteirista
- 28 Weeks Later (2007) - produtor executivo
- Never Let Me Go (2010) - produtor executivo e roteirista
- Dredd (2012) - produtor executivo e roteirista
- Big Game (2014) - produtor executivo
- Ex Machina (2015) - roteirista e diretor
- Annihilation (2018) - roteirista e diretor
- Men (2022) - roteirista e diretor
- Civil War (2024) - roteirista e diretor
- 28 Years Later (2025) - produtor e roteirista

## Ligações Externas
- Alex Garland no Imdb
- Backpacker Blues: Spike Magazine entrevistado Alex Garland (em inglês)
- "Beach Boy" entrevista (em inglês)